# Prémio Pulitzer de Reportagem Nacional
Este Prémio Pulitzer tem sido entregue desde 1942 a um exemplo notável de reportagem sobre assuntos nacionais. Nos seus primeiros anos (1942-1947), era designado por Prémio Pulitzer de Reportagem Telegráfica - Nacional.

## Lista de vencedores do Prémio Pulitzer de Reportagem Telegráfica - Nacional
- 1942: Louis Stark do The New York Times pelas suas distintas reportagens de histórias importantes de trabalho durante o ano.
- 1943: Não foi entregue o prémio
- 1944: Dewey L. Fleming do The Baltimore Sun pelas suas reportagens notáveis durante o ano de 1943.
- 1945: James Reston do The New York Times pelos seus despachos de notícias e artigos interpretativos sobre a conferência de segurança de Dumbarton Oaks.
- 1946: Edward A. Harris do St. Louis Post-Dispatch pelos seus artigos sobre a situação da Tidewater Oil que contribuiu para a oposição nacional à nomeação e confirmação de Edwin W. Pauley como Subsecretário da Marinha.
- 1947: Edward T. Folliard do The Washington Post pela sua série de artigos publicados em 1946 no Columbians, Inc.

## Lista de vencedores do Prémio Pulitzer de Reportagem Nacional
- 1948: Nat S. Finney, Minneapolis Tribune, "pelas suas histórias sobre o plano da administração Truman em impor sigilo sobre os assuntos do dia-a-dia das agências federais civis durante os tempos de paz."
- 1949: C. P. Trussel, New York Times, "pela cobertura consistentemente excelente do cenário nacional de  Washington."
- 1950: Edwin O. Guthman, The Seattle Times, "pela sua série sobre a retirada de  acusações comunistas ao Professor Melvin Rader, que tinha sido acusado de frequentar uma escola comunista secreta."
- 1951: não foi entregue o prémio
- 1952: Anthony Leviero, New York Times, "pelo seu artigo exclusivo de 21 de Abril de 1951, revelando a gravação de conversações entre o Presidente Truman e o General do Exército Douglas MacArthur na Ilha Wake na sua conferência de Outubro de 1950."
- 1953: Don Whitehead, Associated Press, "pelo seu artigo chamado 'A Grande Decepção,' lidando com os acordos intrincados por que a segurança do Presidente-eleito Eisenhower foi guardado em rota de Morningside Heights em Nova Iorque até à Coreia."
- 1954: Richard Wilson, the Des Moines Register, "pela sua publicação exclusiva do Relatório FBI para a Casa Branca sobre o caso Harry Dexter White antes de ter sido entregue ao Senado por J. Edgar Hoover."
- 1955: Anthony Lewis do Washington Daily News, "por publicar uma série de artigos que foram considerados directamente responsáveis por ilibarem Abraham Chasanow, um funcionário do Departamento da Marinha dos EUA, e trazer a sua restauração ao dever com o reconhecimento pelo Ministério da Marinha que tinha cometido uma grave injustiça em demiti-lo como um risco de segurança. O Sr. Lewis recebeu o apoio total do seu jornal em patrocinar um cidadão norte-americano sem fundos adequados ou recursos para a sua defesa, contra um acto injusto por um departamento estatal."
- 1956: Charles L. Bartlett, Chattanooga Times, pelas suas revelações originais que levaram à demissão de Harold E. Talbott como Secretário da Força Aérea.
- 1957: James Reston, The New York Times, "pela sua correspondência nacional notável, incluindo despachos de notícias e reportagens interpretativas, um exemplo ilustre do que foi a sua análise de cinco partes do efeito da doença do Presidente Eisenhower no funcionamento do Poder Executivo do Governo Federal."
- 1958: Clark Mollenhoff, Des Moines Register and Tribune, "pela sua pesquisa persistente sobre a extorsão de trabalho, que incluiu reportagem investigatória de grande importância."
- 1958: Relman Morin, Associated Press, "pela sua reportagem de testemunho dramática e incisiva sobre a violência de multidão a 23 de Setembro de 1957, durante a crise de integração na Central High School em Little Rock, Arkansas."
- 1959: Howard Van Smith, Miami News, "por uma série de artigos que se se focaram na divulgação das condições deploráveis num campo de trabalho migrante na Flórida, resultando no fornecimento generoso de assistência aos 4000 trabalhadores forçados no campo, e assim conseguiu chamar à atenção sobre o problema nacional apresentado por 1.500.000 trabalhadores migratórios."
- 1960: Vance Trimble, Scripps-Howard Newspaper Alliance, "for a series of articles exposing the extent of nepotism in the Congress of the United States."
- 1961: Edward R. Cony, Wall Street Journal, "pela sua análise de uma transacção de madeira que chamou á atenção do público para os problemas da ética das empresas."
- 1962: Nathan G. Caldwell e Gene S. Graham, Nashville Tennessean, "pela sua revelação exclusiva e seis anos de reportagem detalhada, sob grandes dificuldades, da cooperação secreta entre os interesses de gestão na indústria do carvão e os Trabalhadores Mineiros Unidos."
- 1963: Anthony Lewis, New York Times, "pela sua reportagem distinta dos procedimentos do Supremo Tribunal dos EUA durante o ano, com ênfase particular na cobertura da decisão no caso de reapportionment e as suas consequências em muitos dos Estados da União
- 1964:  Merriman Smith, United Press International, "pela sua cobertura marcante do assassínio do Presidente John F. Kennedy."
- 1965: Louis M. Kohlmeier, Wall Street Journal, "pela sua iniciativa de reportagem sobre o crescimento da fortuna do Presidente Lyndon B. Johnson e da sua família."
- 1966: Haynes Johnson, Washington Evening Star, "pela sua cobertura notável do conflito dos direitos humanos centrada em Selma, Ala., e particularmente a sua reportagem das suas consequências."
- 1967: Stanley Penn e Monroe Karmin, The Wall Street Journal, "pela sua reportagem investigativa da ligação entre o crime norte-americano e os jogos de azar nas Bahamas."
- 1968: Nathan K. (Nick) Kotz, Des Moines Register and Tribune, "pela sua reportagem sobre as condições anti-higiénicas em muitos frigoríficos, que contribuiu para ajudar a garantir a aprovação da Lei Federal da Carne Saudável de 1967."
- 1968: Howard James, Christian Science Monitor, "pela sua série de artigos, 'Crises nos Tribunais.'"
- 1969: Robert Cahn, Christian Science Monitor, "pela sua investigação sobre o futuro dos nossos parques nacionais e os métodos que poderão ajudar a preservá-los."
- 1970: William J. Eaton, Chicago Daily News, "pela revelação do background do Juiz Clement F. Haynesworth Jr., em conexão com a sua nomeação pelo Supremo Tribunal dos EUA."
- 1971: Lucinda Franks e Thomas Powers, United Press International, "pelo seu documentário sobre a vida e morte da revolucionária de 28 anos Diana Oughton: 'The Making of a Terrorist.'"
- 1972: Jack Anderson, colunista, "pela sua reportagem sobre a tomada de decisão política dos EUA durante a Guerra-Indo-Paquistanesa de f 1971."
- 1973: Robert Boyd e Clark Hoyt, Knight Newspapers, "pela sua revelação do passado de terapia psiquiátrica do Senador Thomas Eagleton, resultando na sua resignação do lugar de Vice-Presidente Democrático nomeado em 1972."
- 1974: Jack White, Providence Journal and Evening Bulletin, "pela sua iniciativa de revelar exclusivamente os pagamentos de impostos federais do Presidente Nixon em 1970 e 1971."
- 1974: James R. Polk, Washington Star-News," pela sua revelação de alegadas irregularidades no financiamento da campanha para reeleger Presidente Nixon em 1972."
- 1975: Donald L. Barlett e James B. Steele, The Philadelphia Inquirer, "pela sua série 'Auditando o Serviço Interno de Receitas,' que expôs a aplicação desigual de leis fiscais federais."
- 1976: James Risser, Des Moines Register, "por revelar a corrupção em larga escala no comércio de exportação de grãos Norte-americana."
- 1977: Walter Mears, Associated Press, "pela sua cobertura da campanha presidencial de 1976 ."
- 1978: Gaylord D. Shaw, Los Angeles Times, "por uma série sobre condições inseguras estruturais nas maiores barragens nacionais."
- 1979: James Risser, Des Moines Register, "por uma série sobre os danos ambientais da agricultura."
- 1980: Bette Swenson Orsini e Charles Stafford, St. Petersburg Times, "pela sua investigação sobre a Igreja da Cientologia ."
- 1981: John M. Crewdson, The New York Times, "pela sua cobertura sobre estrangeiros ilegais e imigração."
- 1982: Rick Atkinson, The Kansas City Times, "pela excelência uniforme das suas reportagens e da escrita em histórias de importância nacional."
- 1983: Boston Globe, "pela sua reportagem especial balanceada e informativa sobre a corrida armamentista nuclear."
- 1984: John Noble Wilford, The New York Times, "pelas reportagens numa larga variedade de assuntos científicos de importância nacional."
- 1985: Thomas J. Knudson, Des Moines Register, "pela sua série de artigos que examinaram os perigos da agricultura como ocupação."
- 1986: Craig Flournoy e George Rodrigue do The Dallas Morning News, "pela sua investigação sobre o alojamento subsidiado no Este de Texas, que revelou padrões secretos de discriminação racial e segregação no alojamento público por todos os Estados Unidos e levou a reformas significativas."
- 1986: Arthur Howe, The Philadelphia Inquirer, "pela sua reportagem empreendedora e infatigável sobre as deficiências massivas no processamento dos relatórios de devolução de impostos do Serviço Interno de Receita (IRS no original). Levou a grandes alterações nos procedimentos do IRS e gerou a agência a emitir um perdão público aos contribuintes dos EUA."
- 1987: Redacção do The Miami Herald, "pela sua reportagem exclusiva e persistente sobre a ligação EUA.-Irão-Contra."
- 1987: Redacção do The New York Times, "pela cobertura das consequências da explosão do Challenger, que incluiu histórias que identificaram falhas graves no design do shuttle e na administração do programa espacial dos EUA."
- 1988: Tim Weiner, The Philadelphia Inquirer, "pela sua série de reportagens sobre um orçamento secreto do Pentágono usado pelo governo para patrocinar investigação em Defesa e o rearmamento."
- 1989: Donald L. Barlett e James B. Steele, The Philadelphia Inquirer, "pela sua investigação de 15 meses do fornecimento de "tiros de espingarda" na Lei da Reforma Tributária de 1986, uma série que gerou tanta indignação pública que o Congresso rejeitou subsequentemente propostas de alívios fiscais especiais a muitos indivíduos e empresas com ligações políticas."
- 1990: Ross Anderson, Bill Dietrich, Mary Ann Gwinn e Eric Nalder, The Seattle Times, "pela cobertura da fga de petróleo do Exxon Valdez e as suas consequências."
- 1991: Marjie Lundstrom e Rochelle Sharpe, Gannett News Service, "pela reportagem que revelou centenas de mortes relacionadas com abusos infantis que não são detectadas anualmente em resultado de erros por examinadores médicos."
- 1992: Jeff Taylor e Mike McGraw, The Kansas City Star, "pela sua análise crítica do Departamento de Agricultura dos EUA."
- 1993: David Maraniss, The Washington Post, "pelos seus artigos reveladores sobre a vida e percurso político do candidato Bill Clinton."
- 1994: Eileen Welsome, Albuquerque Tribune, "pelas histórias que relacionam as experiências de civis Norte-americanos que tinham sido usados inadvertidamente em testes governamentais com Plutónio há quase 50 anos atrás."
- 1995: Tony Horwitz, The Wall Street Journal, "por histórias sobre condições de trabalho nos EUA dos baixos salários."
- 1996: Alix M. Freedman do The Wall Street Journal, "pela sua cobertura sobre a indústria do tabaco, incluindo uma reportagem que expôs como é que os aditivos de amónia potenciavam o efeito da nicotina."
- 1997: Redacção do The Wall Street Journal, "pela sia cobertura das lutas contra a SIDA em todos os aspectos: humanos, científicos e empresariais, à luz de tratamentos promissores para a doença."
- 1998: Russell Carollo e Jeff Nesmith, Dayton Daily News, "pela sua reportagem que revelou falhas perigosas e má-gestão no sistema militar de cuidados de saúde e gerou reformas."
- 1999: Redacção do The New York Times, e notavelmente Jeff Gerth, "por uma série de artigos que revelaram a venda empresarial de tecnologia Norte-Americana à China, com a aprovação do governo  dos EUA apesar do risco de segurança nacional, levando a investigações e mudanças significativas na política."
- 2000: Redacção do The Wall Street Journal, "pelas suas histórias reveladoras que questionaram a despesa em Defesa dos EUA e e destacamento militar na era pós-Guerra Fria, oferecendo alternativas para o futuro."
- 2001: Redacção do The New York Times , "pela sua série chamativa e memorável explorando experiências e atitudes raciais pelos EUA contemporâneos."
- 2002: Redacção do The Washington Post, "pela sua cobertura abrangente da Guerra ao Terrorismo dos EUA, que trouxe à luz novas informações, para além de uma análise qualificada da evolução em que se desenrolam."
- 2003: Alan Miller e Kevin Sack, Los Angeles Times, "pelo seu exame revelador e comovente de uma aeronave militar, com a alcunha de 'Fazedor de Viúvas,' que estava ligado à morte de 45 pilotos." (Este trabalho esteve também nomeado na categoria de Reportagem Investigativa.)
- 2004: Redacção do Los Angeles Times, Nancy Cleeland, Evelyn Iritani, Abigail Goldman, Tyler Marshall, Rick Wartzman e John Corrigan, "pelo seu exame cativante das tácticas que tornaram a Wal-Mart a maior empresa no mundo com efeitos de cascata por todas as cidades Norte-americanas e países em desenvolvimento."
- 2005: Walt Bogdanich do New York Times, "pelas suas histórias muitíssimo documentadas sobre o encobrimento empresarial da responsabilidade em acidentes fatais em passagens de nível ferroviárias."
- 2006: James Risen e Eric Lichtblau do New York Times, "pelas suas histórias com fontes cuidadosas sobre espionagem doméstica secreta, que gerou um debate nacional sobre a linha da fronteira entre lutar contra o terrorismo e proteger a liberdade civil."
- 2006: Redacção do San Diego Union-Tribune e Copley News Service, "com o trabalho notável de Marcus Stern e Jerry Kammer, pela revelação do recebimento de suborno que enviou o antigo Rep. Randy Cunningham para a prisão em desgraça."
- 2007: Charlie Savage do The Boston Globe, "pela sua revelação de que o Presidente George W. Bush utilizou muitas vezes "indicações de assinatura" para fazer valer o seu direito controverso de contornar disposições da nova legislação ".
- 2008: Jo Becker e Barton Gellman do The Washington Post, "pela sua exploração lúcida do Vice President Dick Cheney e a sua influência poderosa e por vezes disfarçada na política nacional."
- 2009: Redacção do St. Petersburg Times, "por “PolitiFact,” a sua iniciativa de verificação dos factos durante a campanha presidencial de 2008 que utilizou repórteres de sondagem e o poder da World Wide Web para examinar mais de 750 reivindicações políticas, separando retórica da verdade para esclarecer os eleitores
- 2010: Matt Richtel e membros da redacção do The New York Times, "pelo trabalho incisivo, em versão impressa e online, dos perigos dos telemóveis, computadores e outros aparelhos durante a operação de carros e camiões, estimulando os esforços muito difundidos para eliminar a condução distraída."
- 2011: Jesse Eisinger e Jake Bernstein do ProPublica, "pela sua revelação das práticas questionáveis em Wall Street que contribuíram para a a crise económica nacional, usando ferramentas digitas para ajudar a explicar o assunto complexo a leitores leigos."
- 2012: David Wood do The Huffington Post, "pela sua exploração fascinante dos desafios e físicos e emocionais que os soldados Norte-Americanos severamente feridos sofreram no Iraque e Afeganistão durante uma década de guerra".
- 2013: Lisa Song, Elizabeth McGowan e David Hasemyer do InsideClimate News, "pelas suas reportagens rigorosas sobre a regulação defeituosa dos oleodutos nacionais, focando-se nos potenciais perigos ecológicos colocados pelo betume diluído (ou 'dilbit'), uma forma controversa de petróleo."
- 2014: David Philipps do The Gazette, Colorado Springs, "por expandir a análise de como são mal tratados os combatentes veteranos de guerra feridos, focando-se na perda de benefícios vitalícios após dispensa pelo Exército por ofensas leves. As histórias foram aumentadas com ferramentas digitais e geraram acção do Congresso."
- 2015: Carol D. Leonnig do The Washington Post "pela sua cobertura inteligente, persistente sobre o Serviço Secreto, os seus lapsos de segurança e os modos em que a agência negligenciou a sua tarefa vital: a protecção do Presidente dos Estados Unidos ."[1]